# Relaciones Grecia-Perú
Las relaciones Grecia-Perú (en griego: Σχέσεις Ελλάδας-Περού) se refieren a las relaciones entre la República Helénica y la República del Perú.
En el Perú, residen alrededor 16 000 habitantes con origen griego.

## Historia
Ambos países establecieron relaciones diplomáticas el 3 de diciembre de 1965. Perú estableció su embajada en Atenas el año 1987, mientras que Grecia lo hizo en Lima en el año 1992.

## Misiones diplomáticas
- Grecia tiene una embajada en Lima.
- Perú tiene una embajada en Atenas.